# Santuário de Nossa Senhora da Conceição da Muxima

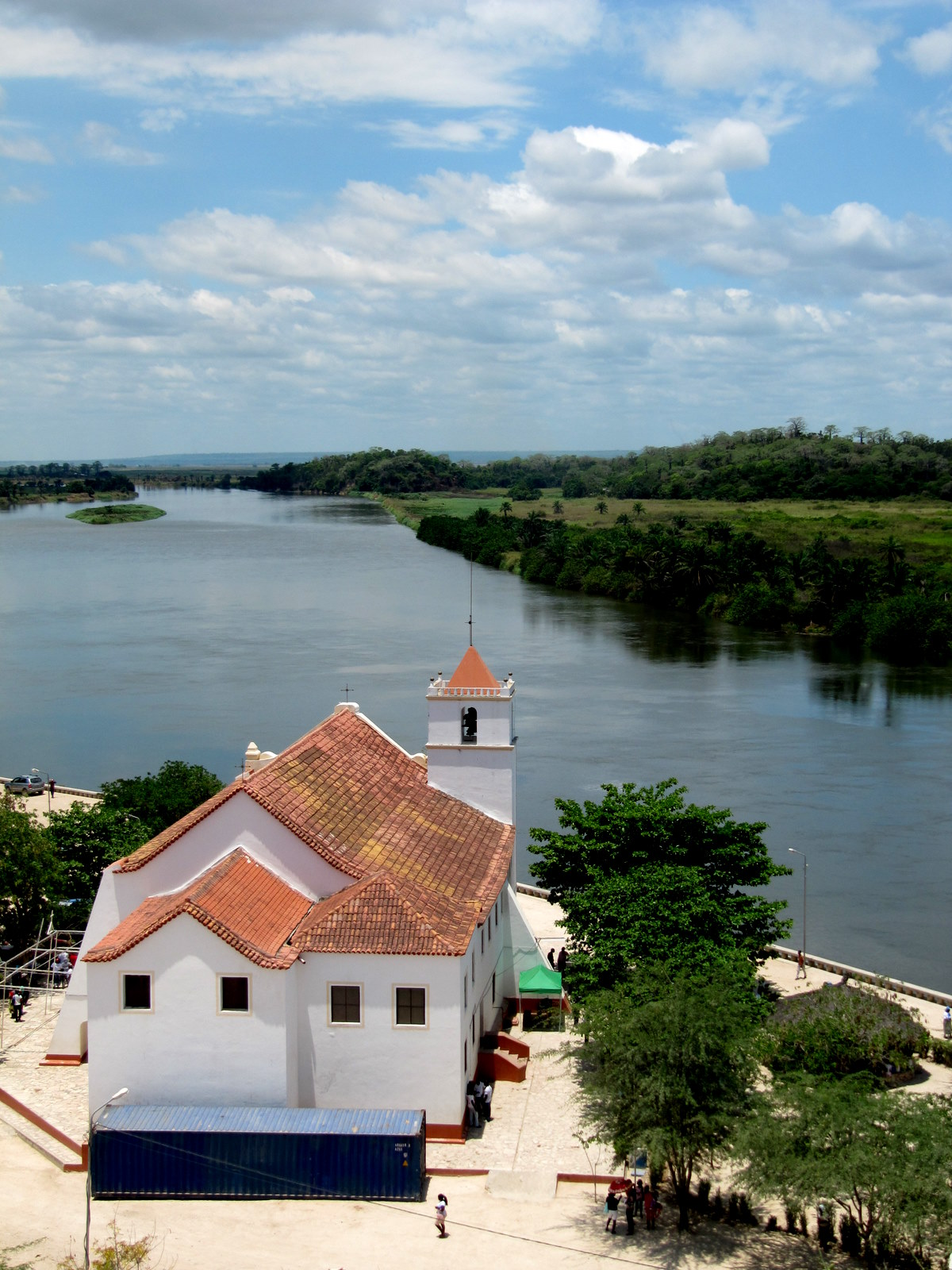
Santuário de Nossa Senhora Muxima, próximo do rio Cuanza.

O Santuário de Nossa Senhora da Conceição da Muxima, também conhecido como Igreja de Nossa Senhora da Muxima é um templo religioso católico localizado no município angolano de Quissamã, na província de Luanda. A igreja é considerada um monumento nacional em Angola desde 1924 e é o maior Santuário mariano da África Subsaariana.

## História
As suas origens remontam à construção da Igreja de Nossa Senhora da Conceição na vila de Muxima, fundada em 1599. Muxima significa "coração" na língua quimbunda 
O santuário popular foi destruído e incendiado pelos holandeses em 1641, quando cercaram Muxima durante a invasão holandesa de Angola. Mais tarde, foi modificado com a reconquista portuguesa. 
O santuário logo se converteu num importante centro de cristianização na África e até hoje é o principal centro de peregrinação no país. A Romaria de Nossa Senhora da Conceição da Muxima, ocorre desde o ano de 1833, atraindo milhares de peregrinos todos os anos, em fins de agosto e início de setembro.
Em 27 de outubro de 2013, o Santuário foi invadido e a imagem de Nossa Senhora da Muxima foi atacada a pauladas por um grupo de pessoas pertencentes à Igreja da Arca de Noé durante uma missa dominical. O ataque visava ao combate a uma suposta idolatria, resultando num dos maiores atos de intolerância religiosa já registrados no país.

## Infraestrutura
A vila da Muxima, localizada a 125 quilometros da cidade de Luanda, é uma área turística e muito frequentada em véspera da peregrinação por cristãos vindos de toda parte de Angola e do mundo. O templo está relativamente em bom estado e pertence à Igreja Católica. A responsabilidade pela sua manutenção e preservação cabe ao Ministério da Cultura, ele foi classificado como Monumento Nacional pelo Decreto Provincial n. 2, 12 de janeiro de 1924.
Em julho de 2022, foi lançada a primeira pedra para construção da nova Basílica de Nossa Senhora da Conceição da Muxima, uma promessa do Governo angolano para com a Igreja católica, feita durante a visita do papa João Paulo II a Angola, em 1992.